# Landtagswahl in Nordrhein-Westfalen 1947
- KPD: 28
- SPD: 64
- CDU: 92
- DZP: 20
- FDP: 12

Die erste Landtagswahl in Nordrhein-Westfalen fand am 20. April 1947 statt.
Vor der ersten Wahl eines Landtages hatte die britische Besatzungsmacht ein Parlament eingesetzt, das aus je 100 Westfalen und 100 Abgeordneten aus der Provinz Nordrhein bestand. Das Parlament trat erstmals am 2. Oktober 1946 im Düsseldorfer Opernhaus zusammen. Dem Landesparlament gehörten 71 Abgeordnete der SPD, 66 Abgeordnete der CDU, 34 der KPD, 18 des Zentrums sowie 9 der FDP an. Grundlage für die Zusammensetzung war eine Schätzung der britischen Militärregierung. Die Zahl der Abgeordneten wurde nach der ersten Kommunalwahl korrigiert. Danach erhielt die CDU 92 Sitze und die SPD 66. Nach Beitritt des Landes Lippe 1947 zogen auch vier lippische Vertreter in den Landtag ein.
Grundlage für die ersten Wahlen des Nordrhein-Westfälischen Landtages war ein Wahlgesetz, das am 5. März 1947 verabschiedet wurde.
Bei den Wahlen wurden nur Parteien und Einzelbewerber zugelassen, die von der britischen Militärregierung eine Lizenz erhalten hatten und das 25. Lebensjahr vollendet hatten. Wahlberechtigt waren alle, die am 12. Mai 1946 die deutsche Staatsbürgerschaft besaßen oder ab 1933 aus politischen Gründen die deutsche Staatsbürgerschaft verloren hatten und das 21. Lebensjahr vollendet hatten.

## Ergebnis
Das Ergebnis auf Landesebene im Detail:
Wahlberechtigte: 7.860.608
Wähler: 5.291.111
Wahlbeteiligung: 67,3 %
Gültige Stimmen: 5.028.892
| Partei         | Stimmen absolut | Anteil in % | Wahl- kreisbe- werber | Direkt- man- date | Listen- man- date | Sitze |
| -------------- | --------------- | ----------- | --------------------- | ----------------- | ----------------- | ----- |
| CDU            | 1.889.581       | 37,57       | 148                   | 92                | 0                 | 92    |
| SPD            | 1.607.487       | 31,97       | 150                   | 53                | 11                | 64    |
| KPD            | 702.410         | 13,97       | 150                   | 3                 | 25                | 28    |
| Zentrum        | 491.138         | 9,77        | 145                   | 2                 | 28                | 20    |
| FDP            | 298.995         | 5,95        | 139                   |                   | 12                | 12    |
| DKP-DRP        | 24.879          | 0,49        | 14                    |                   |                   |       |
| RVP            | 13.547          | 0,27        | 29                    |                   |                   |       |
| Einzelbewerber | 855             | 0,02        | 2                     |                   |                   |       |
| Total          | 5.028.892       |             | 777                   | 150               | 66                | 216   |

Im Wahlkreis Kleve wurde die Wahl erst am 18. Mai 1947 durchgeführt. Die CDU erhielt 16 Überhangmandate, die Zahl der Mandate insgesamt erhöhte sich dadurch von 200 auf 216.
Am 16. Juni 1947 wurde Karl Arnold (CDU) zum Ministerpräsidenten des Landes Nordrhein-Westfalen gewählt. Er bildete eine Koalition aus CDU, SPD, Zentrum und KPD.
Im Laufe der Wahlperiode wechselten vier Zentrumsmitglieder zur CDU.
Sitzverteilung am Ende der Wahlperiode: CDU 96, SPD 64, KPD 28, Zentrum 16, FDP 12